# PRIMEHPC FX100
PRIMEHPC FX100 — суперкомп'ютер від компанії Fujitsu. Поєднуючи високу продуктивність, масштабованість і надійність з чудовою енергоефективністю PRIMEHPC FX100 став найпотужнішим комп'ютером свого часу і є флагманом компанії. Система, від апаратного забезпечення до програмного забезпечення, була повністю розроблена компанією Fujitsu. Система може бути гнучко налаштована для задоволення потреб клієнтів, здатна масштабовуватись до більш ніж 100 петафлопс обчислювальної потужності.

## Історія
У червні 2011 року компанія Fujitsu створила комп'ютер під назвою «PRIMEHPC FX100», який було визнано найпотужнішим комп'ютером у світі. Його обчислювальна потужність становить більше 1 терафлопс, або 8000,162 квадрильйона операцій за секунду. Комп'ютер застосовують для вивчення клімату, а також як плазмовий симулятор для ядерних обчислень в Японії.
На даний момент PRIMEHPC FX100 посідає 43 місце в рейтингу "TOP-500" суперкомпёютерів.

## Технічні характеристики
| CPU                      | Процесор                         | SPARC64 XIfx                                   |
| CPU                      | Архітектура                      | SPARC V9 + HPC-ACE2                            |
| CPU                      | Кількість ядер                   | 32 обчислювальних ядер + 2 асистентських ядра  |
| CPU                      | Теоретична пікова продуктивність | Більше 1 терафлопс (подвійна точність)         |
| Вузол                    | Архітектура                      | 1 процесор на вузол                            |
| Вузол                    | Потужність пам'яті               | 32 GB (HMC)                                    |
| Вузол                    | Пропускна здатність пам'яті      | 240 Гб / с (читання) + 240 ГБ / с (написання)  |
| Вузол                    | З'єднання                        | Tofu Interconnect 2                            |
| Вузол                    | Пропускна здатність з'єднання    | 12,5 Гб / с х 2 (двонаправлений) за посиланням |
| Головний блок            | Форм-фактор                      | 19-дюймовий 2U                                 |
| Головний блок            | Кількість вузлів                 | 12                                             |
| Системна стійка          | Кількість основних одиниць       | До 18 (216 вузлів на стійку)                   |
| Максимальна конфігурація | Кількість вузлів                 | Більше 100,000                                 |
| Максимальна конфігурація | Теоретична пікова продуктивність | Більше 100 petaflops (double precision)        |
| Максимальна конфігурація | Загальна ємність пам'яті         | Більше 3 PB                                    |

## Особливості

### Ультрависокошвидкісна та надзвичайно великомасштабна система
Основа суперкомп'ютера, процесор SPARC64 XIfx забезпечує більш ніж 1 терафлоп-пікову продуктивність. На основі сучасної 20-нм напівпровідникової технології, 32 обчислювальних ядер та 2 асистентських ядра інтегровані в єдиний процесорний чип. Розширення до архітектури набору команд SPARC-V9 під назвою HPC-ACE2 [Архівовано 30 серпня 2017 у Wayback Machine.] (High-Performance Computing-Arithmetic Computational Extensions 2) має два 256-бітних ширини SIMD на кожному ядрі з розширеними операційними функціями та покращує обчислювальну пропускну здатність процесора. HMC (Hybrid Memory Cube) забезпечує високу пропускну здатність пам'яті в 480 Гбіт / с на вузол, а однопроцесорна архітектура  за вузол експлуатує максимальну продуктивність пам'яті. Tofu Interconnect 2 (Tofu2) інтегрований в процесор SPARC64 XIfx і покращує пропускну здатність зв'язку між вузлами та вузлами до 12,5 Гбіт / с на кожне з'єднання з меншою затримкою. Високомасштабне Tofu2 дозволяє конфігурувати системою понад 100 000 вузлів.

### Упаковка з високою щільністю і водяне охолодження
12 вузлів упаковані в основний блок, 19-дюймовий корпус форм-фактора 2U. В одній системній стійці можна встановити до 18 основних блоків. Більше 90% тепла видаляється прямим водяним охолодженням. Низька температура компонента, що досягається при водяному охолодженні, знижує витік струму напівпровідника і підвищує енергоефективність і надійність компонентів.

### Продуктивність додатків і просте середовище програмування
Гібридна паралелізація, яка об'єднує MPI і розпаралелювання потоків, забезпечує ефективне використання пам'яті і взаємодію між процесами. Однак програмування гібридних паралельних додатків вимагає часу і зусиль. VISIMPACT [Архівовано 5 травня 2018 у Wayback Machine.] (Virtual Single Processor by Integrated Multi-Core Parallel Architecture) - це технологія, яка спрощує гібридну паралелізацію. Укладачі програмного забезпечення FUJITSU Software Computing Suite автоматично перетворять програми MPI в гібридні паралельні виконання. На додаток до цього, між'ядерний  апаратний бар'єр і загальний кеш L2 забезпечують ефективне виконання.

### Високо ефективне виконання робіт
Переривання ОС або системного програмного забезпечення, такі як "daemons", викликають системний шум, що призводить до втрати продуктивності програми. Два ядра помічника процесора SPARC64 XIfx справляються з такими системними перериваннями, щоб видалити системний шум від процесу обчислення ядра. Вони також обробляють асинхронні зв'язки MPI, щоб скоротити час очікування процесу. За допомогою помічників сердечників PRIMEHPC FX100 реалізує високоефективне виконання робіт у великомасштабних системах.

### Висока надійність і працездатність
Процесор SPARC64 XIfx використовує ті ж самі функції RAS, що і на критично важливих серверах Fujitsu. Гнучка топологія 6D Mesh / Torus Tofu2 також сприяє загальної надійності і доступності. FUJITSU Software Technical Computing Suite забезпечує системне управління, планування завдань і масштабовані розподілені функції файлової системи, які забезпечують високу працездатність в великих системах.

## Дивитись також
- TOP-500 найвідоміших суперкомпютерів
- Високопродуктивні обчислення
- Суперкомп'ютер
- Документація PRIMEHPC FX100 [Архівовано 17 травня 2018 у Wayback Machine.]